# 江城名迹录
《江城名迹录》又称《江城名迹记》，列《四库全书》史部十一地理类七，作《江城名迹》，是一本记述南昌城内外历史名胜古迹的书籍。该书记述详细、考证详备，所列条目丰富。
作者是江西南昌府新建县人陈弘绪，明末知名的文人、方志学家、藏书家。